# Maorichthonius mortenseni
Maorichthonius mortenseni är en spindeldjursart som beskrevs av Chamberlin 1925. Maorichthonius mortenseni ingår i släktet Maorichthonius och familjen käkklokrypare. Inga underarter finns listade i Catalogue of Life.